# Rheder City-Nacht
Die Rheder City-Nacht (auch: Rheder City Night) war eine Radsportveranstaltung  in Rhede.
Die City-Nacht bestand aus mehreren Rundstreckenrennen an einem Abend, dessen Höhepunkt ein Rennen Elitefahrer war. Die Veranstaltung fand von 1992 bis 2012 jedes Jahr am Freitag nach Beendigung der Tour de France statt.
Neben den Rennen wurde in der Stadt ein umfangreiches Rahmenprogramm geboten. Co-Moderator an der Seite von Peter Mohr (1996–2012) war der ehemalige Radprofi Marcel Wüst, der das Rennen im Jahr 2000 gewinnen konnte. Den größten Zuschauerzuspruch erreichte man beim Sieg von Lance Armstrong im Jahre 2002, als 38.000 Zuschauer an der Strecke standen. Aufgrund finanzieller Engpässe wurde mehrmals ein Eintrittsgeld für Zuschauer erhoben, trotzdem konnten im Jahr 2009 etwa 20.000 Zuschauer angelockt werden. Die Rheder City-Nacht 2013 wurde aufgrund zu hoher Kosten nach 21 Jahren erstmals ausgesetzt.
Nahmen in den ersten Jahren noch hauptsächlich Amateure am Rennen teil, konnten seit Ende der 1990er-Jahre immer mehr Radprofis verpflichtet werden. Häufige Teilnehmer waren zum Beispiel die einheimischen Fahrer Fabian Wegmann, Linus Gerdemann oder Marcel Sieberg, doch daneben wurden auch schon internationale Fahrer wie Alexander Winokurow, Lance Armstrong oder Ivan Basso verpflichtet. Im Jahr 2012 nahmen 5 Teilnehmer der Tour de France 2012 am Hauptrennen teil: Ivan Basso, Dominik Nerz, Patrick Gretsch, Danilo Hondo und Christian Knees. Die City-Nacht 2012 gewann Christian Knees vor Fabian Wegmann, Björn Schröder und Ivan Basso.

## Sieger
- 2012  Christian Knees
- 2011  Danilo Hondo
- 2010  Alessandro Petacchi
- 2009  Tony Martin
- 2008  Ronny Scholz
- 2007  Andreas Klöden
- 2006  Fabian Wegmann
- 2005  Ivan Basso
- 2004  Ivan Basso
- 2003  Alexander Winokurow
- 2002  Lance Armstrong
- 2001  Rolf Aldag
- 2000  Marcel Wüst
- 1999  Erik Zabel
- 1998  Erik Zabel
- 1997  Erik Zabel
- 1996  Rudie Kemna
- 1995  Lars Teutenberg
- 1994  Jochen Görgen
- 1993  Gregory Dwiar
- 1992  Thomas Korten